# Gpqcom
O Grupo de Pesquisa em Comunicações - GPqCom  é um grupo de pesquisa voltado para a área de Telecomunicações, e ligado ao Departamento de Engenharia Elétrica e Eletrônica da Universidade Federal de Santa Catarina.
Suas principais áreas de pesquisa são Codificação de Canal e Processamento de sinais para Telecomunicações.